# Sport- und Tourismus-Museum

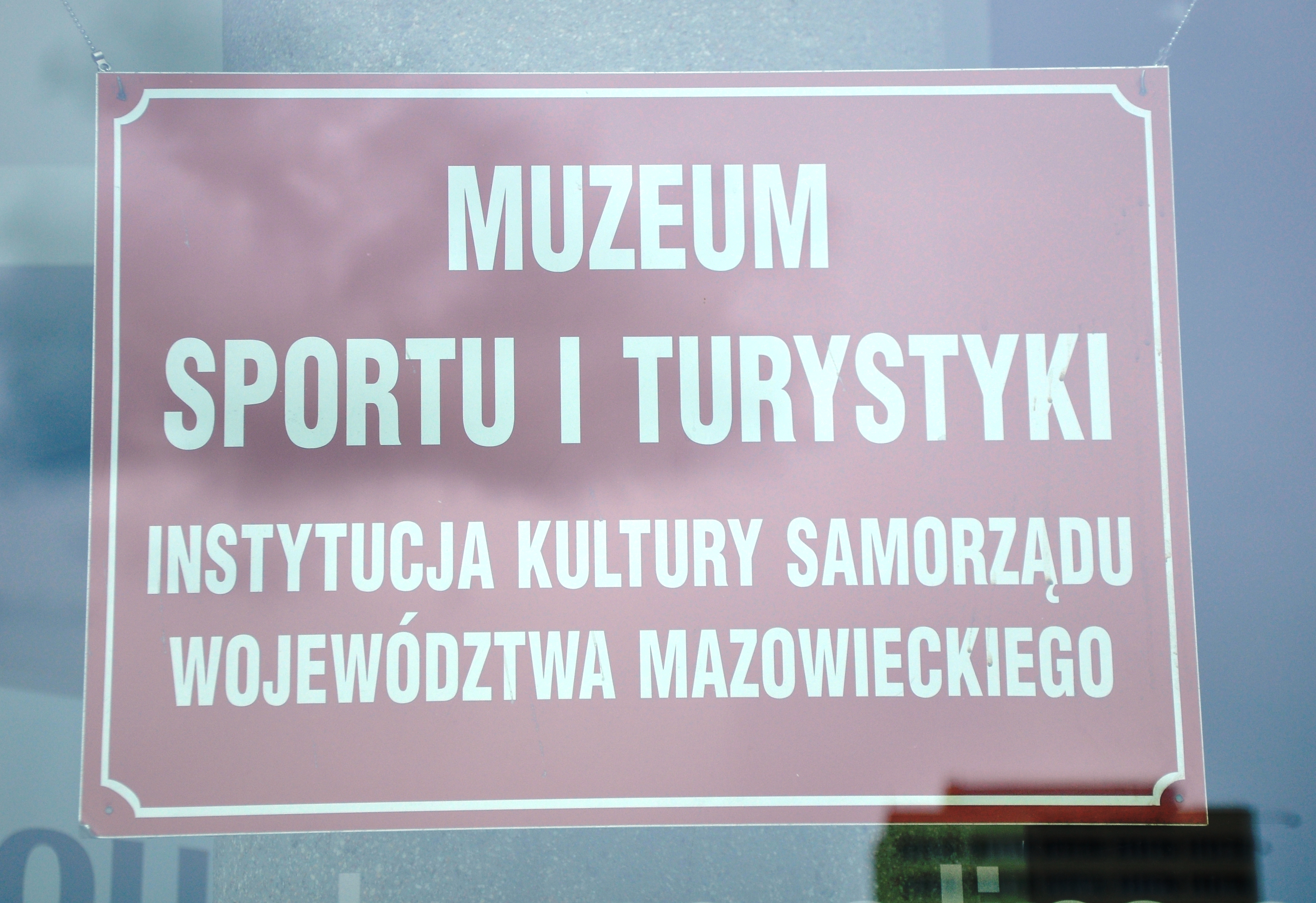

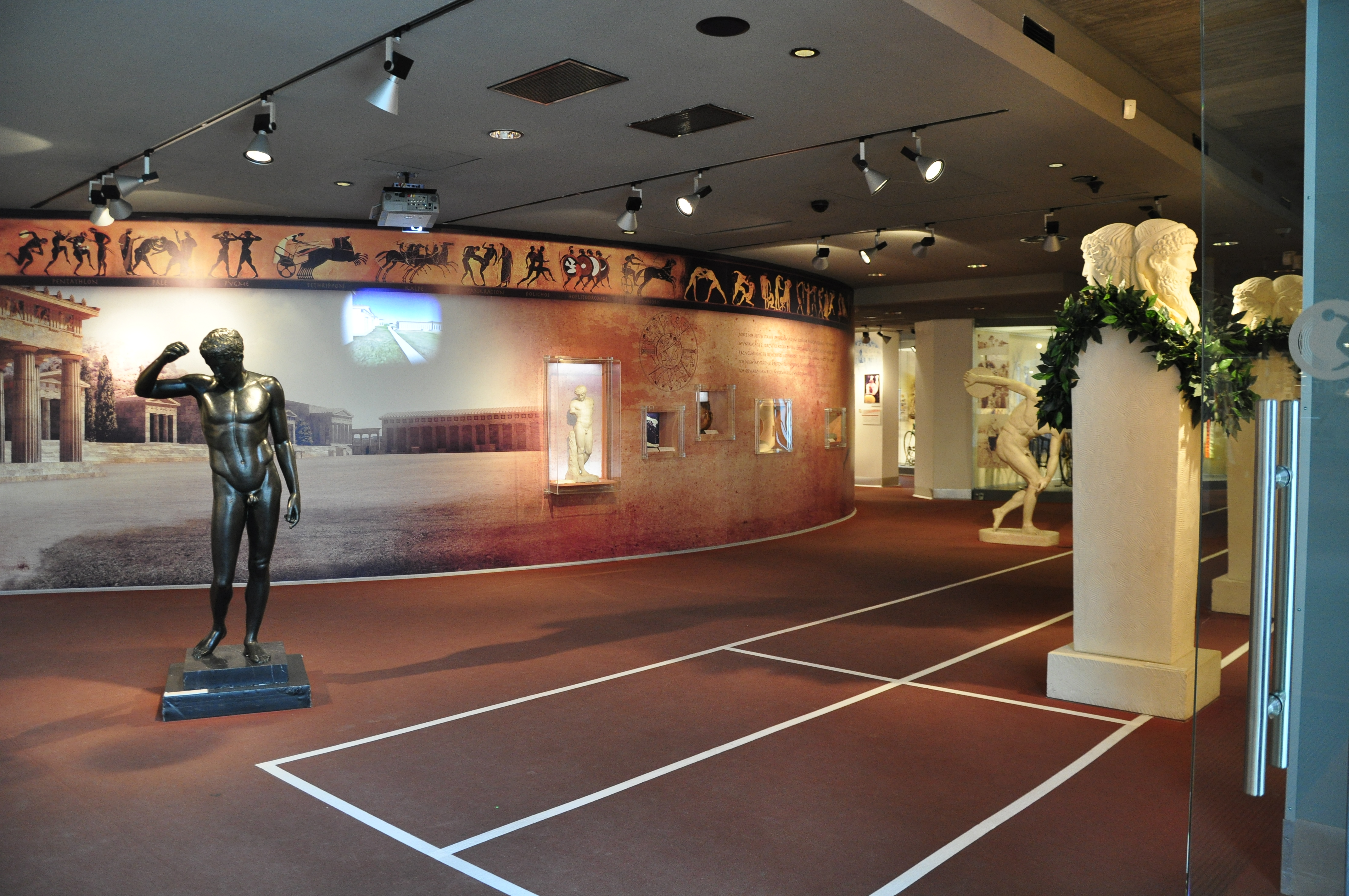
Eingangsbereich des Museums im zweiten Stock des Olympischen Zentrums

Das Warschauer Sport- und Tourismus-Museum (polnisch: Muzeum Sportu i Turystyki) befindet sich im „Olympischen Zentrum“ (polnisch: Centrum Olimpijskie w Warszawie) im Stadtteil Żoliborz. Es wurde 1952 gegründet und verfügt über rund 46.000 Exponate, 16.500 Bücher sowie 50.000 Fotos.

## Geschichte
Das Museum gehört zu den ältesten seiner Art in Europa. Seit 1950 wurde die Gründung einer Sammlung von Gegenständen zur Geschichte des Sports geplant. Im Oktober 1952 erging dann die Anweisung, eine solche Sammlung in Warschau zu erstellen. Die erste der Allgemeinheit zugängliche Ausstellung wurde 1955 eröffnet. Im Jahr 1966 bezog das Museum Räumlichkeiten im Warschauer Skra-Stadion an der Ulica Wawelska. Hier gezeigte Ausstellungen wurden von bekannten Künstlern und Ausstellungsdesignern wie Wojciech Zamecznik oder Jan Kosiński gestaltet.
2005 erfolgte der Umzug des Museums in den Neubau des Olympischen Zentrums, in dem am 5. November 2006 die neu gestaltete Ausstellung eröffnet wurde. Die erste hier gezeigte Dauerausstellung trug den Titel „Geschichte des polnischen Sports und der Olympiade“ und wurde von den Ausschreibungsgewinnern Jarosław Kłaput und Dariusz Kunowski gestaltet. Der größte Teil der Ausstellungsfläche befindet sich heute im 2. Stock des Gebäudes. Auf einer den im 3. Stock betriebenen Fitnessclub passierenden Treppe kann man die Bergsteiger-Abteilung im 4. Stock erreichen.
Das Museum ist im staatlichen Museumsregister des Ministeriums für Kultur und Nationales Erbe erfasst und wird von der Landesregierung von Masowien gefördert. Die Adresse des Museums lautet Ulica Wybrzeże Gdyńskie 4.

## Ausstellung
Die Dauerausstellung widmet sich der Geschichte von 30 Sportarten: Basketball, Bergsteigen, Biathlon, Bogenschießen, Boxen, Fechten, Fliegen, Fußball, Geländelauf, Gewichtheben, Gymnastik, Judo, Handball, Hockey, Kanufahren, Radfahren, Reiten, Rudern, Schießen, Schwimmen, Segeln, Skaten, Skilauf, Snowboard, Speedway, Tennis, Tischtennis, Rallyesport, Ringen, Volleyball sowie Zehnkampf. Seit seinem Bestehen hat das Museum außerdem rund 150 Sonderausstellungen organisiert, Teile des Fundus wurden auf 23 ausländischen Ausstellungen gezeigt.
Auf 1.000 Quadratmetern Ausstellungsfläche werden rund 3.000 Exponate und 600 Fotos gezeigt. Neben historischen und modernen Sportgeräten werden Trophäen (Medaillen, Cups, Anstecker, …), Münzen, Flaggen, Embleme, Sportausrüstungen, Poster, Zeitungsberichte, Kunstwerke und Briefmarken zum Thema präsentiert. Zur Geschichte des polnischen Sports werden herausragende Sportler ihrer Zeit porträtiert. Zu den ältesten Ausstellungsstücken gehören Exponate des 1867 in Lemberg gegründeten Gymnastikverbandes „Sokół“, des 1878 gegründeten Warschauer Rudervereins, des 1886 gegründeten Warschauer Fahrradvereins und der 1893 gegründeten Warschauer Eislauf-Organisation.

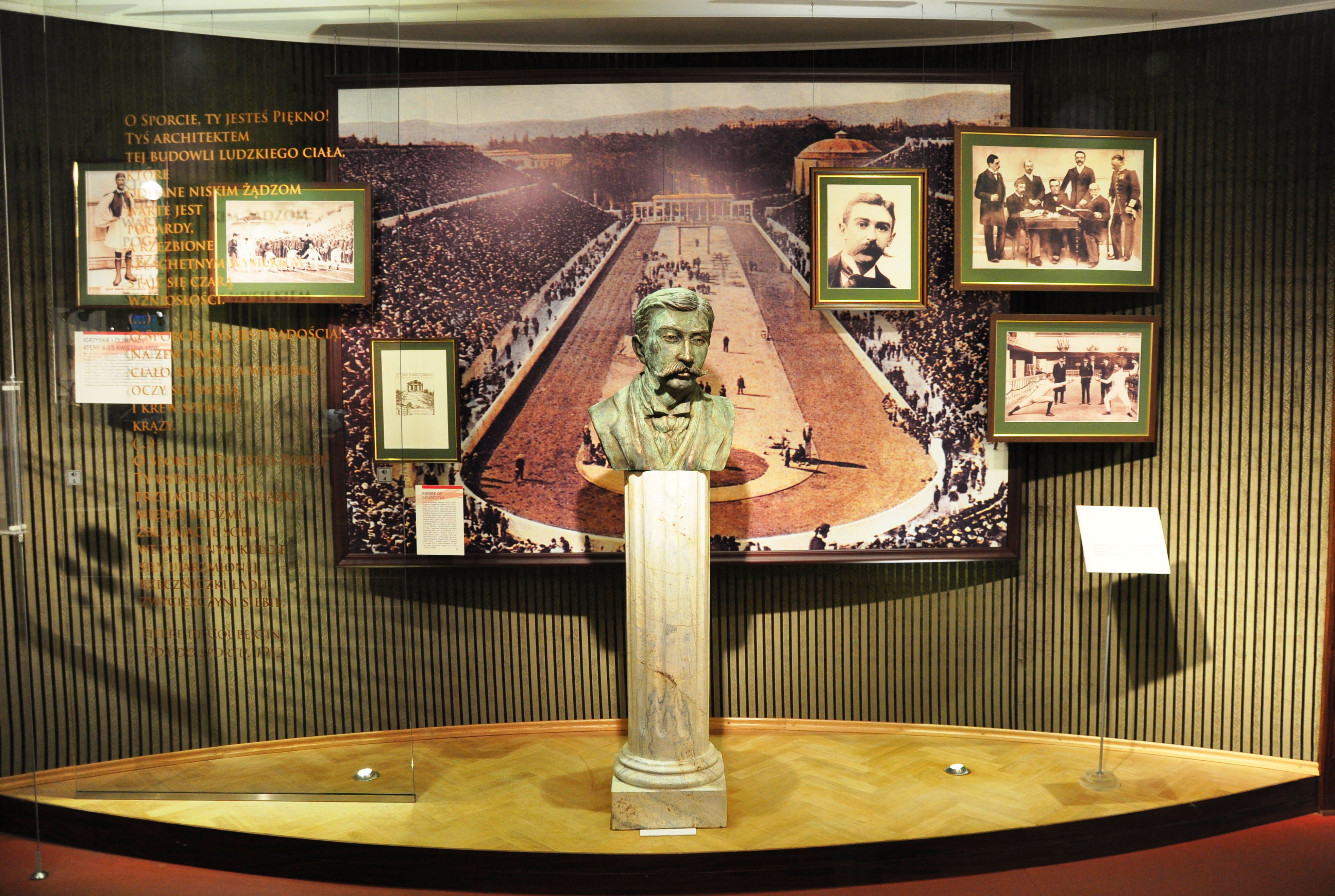
Zur Geschichte der Olympischen Spiele, hier Pierre de Coubertin
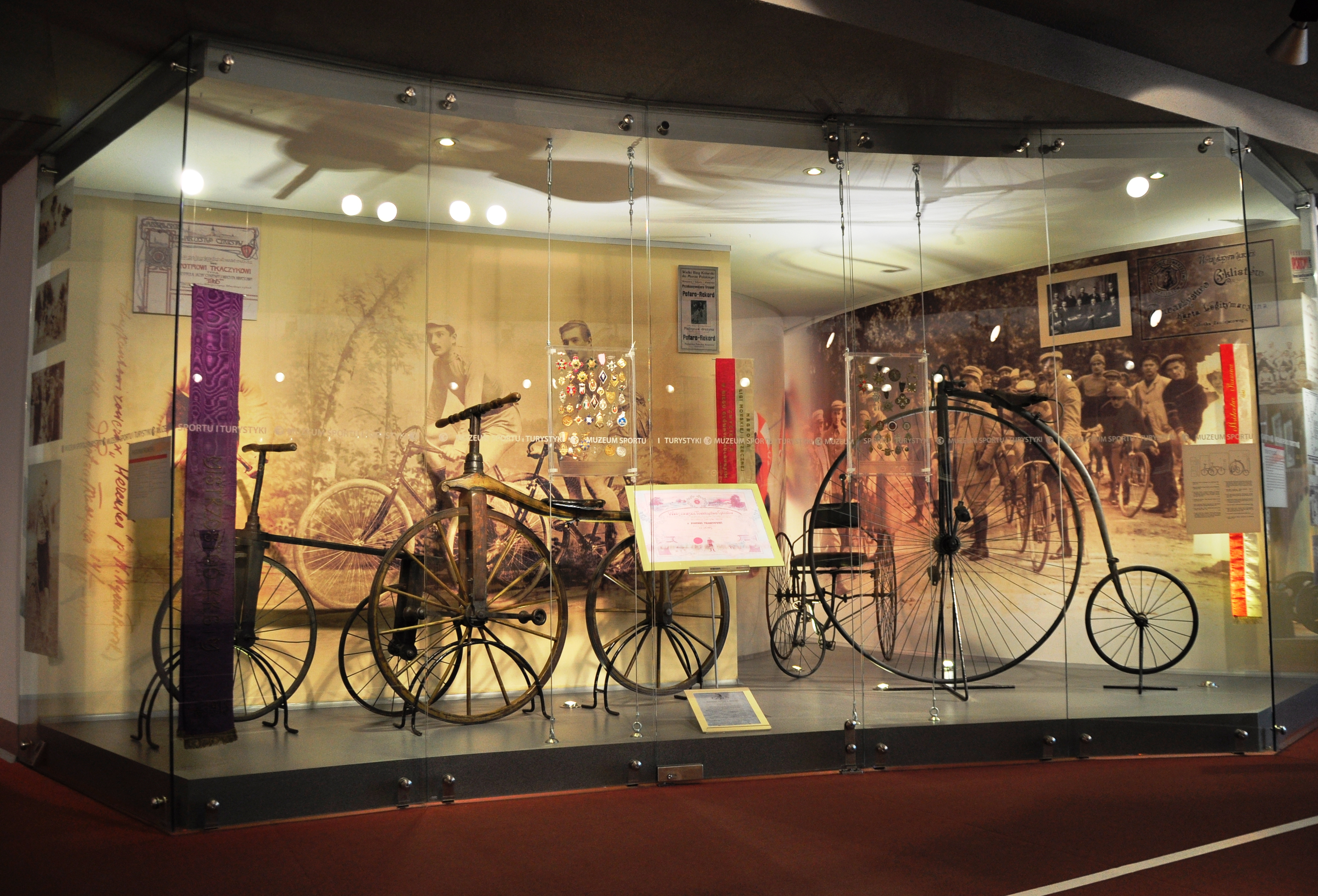
Historische Fahrräder
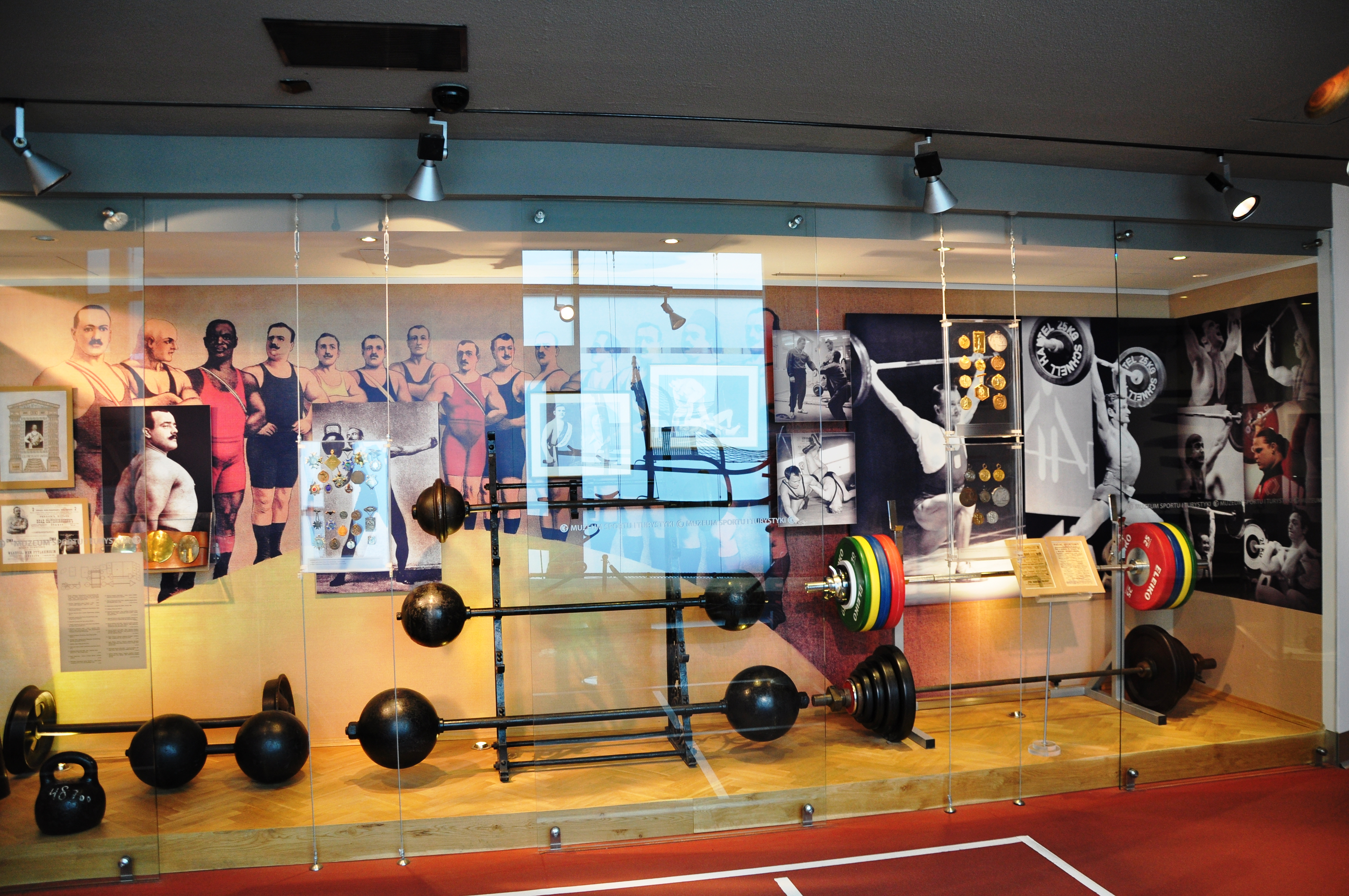
Geschichte des Gewichthebens
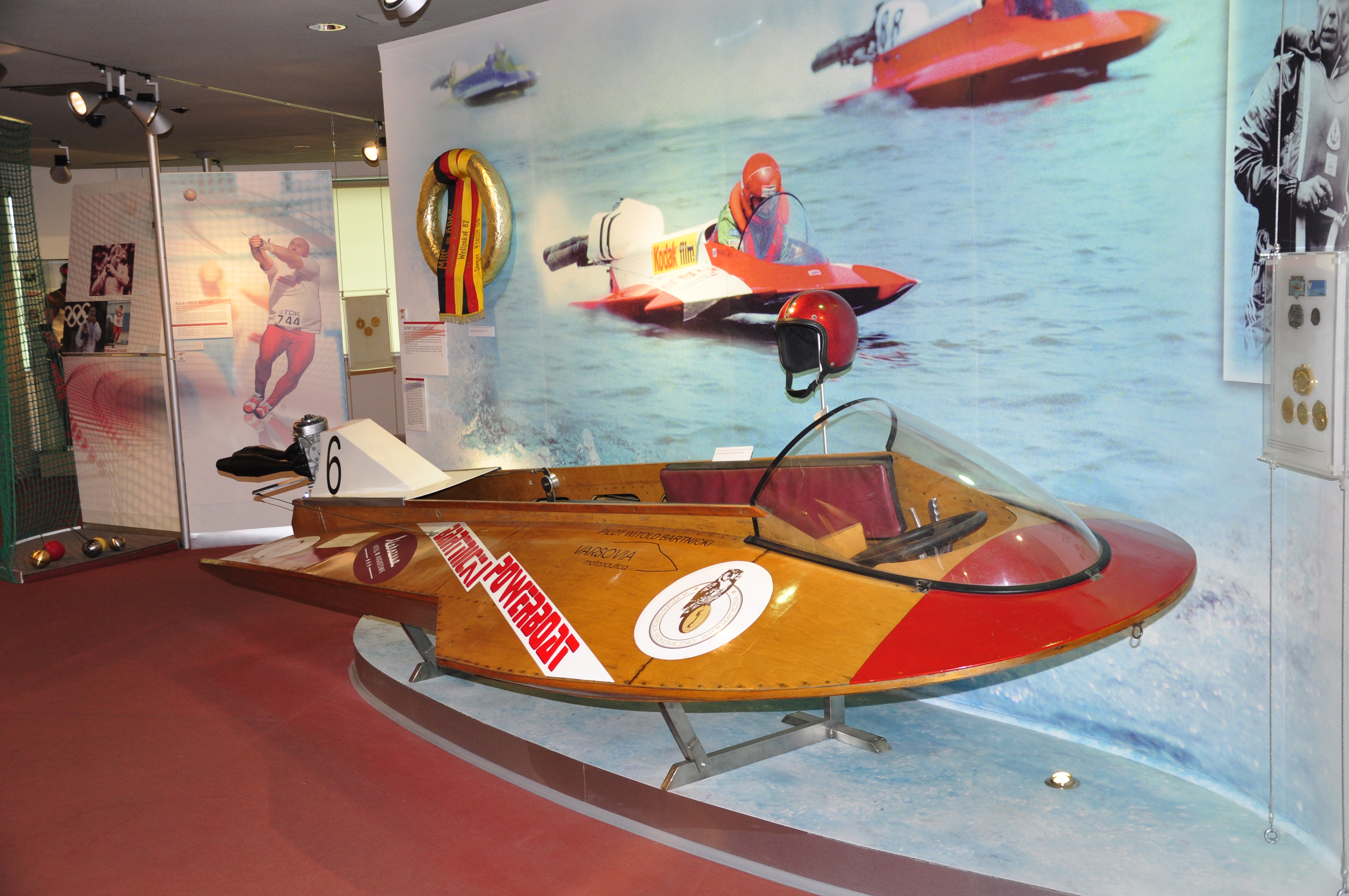
Motorboot-Sport, hier das Rennboot von Witold Bartnicki
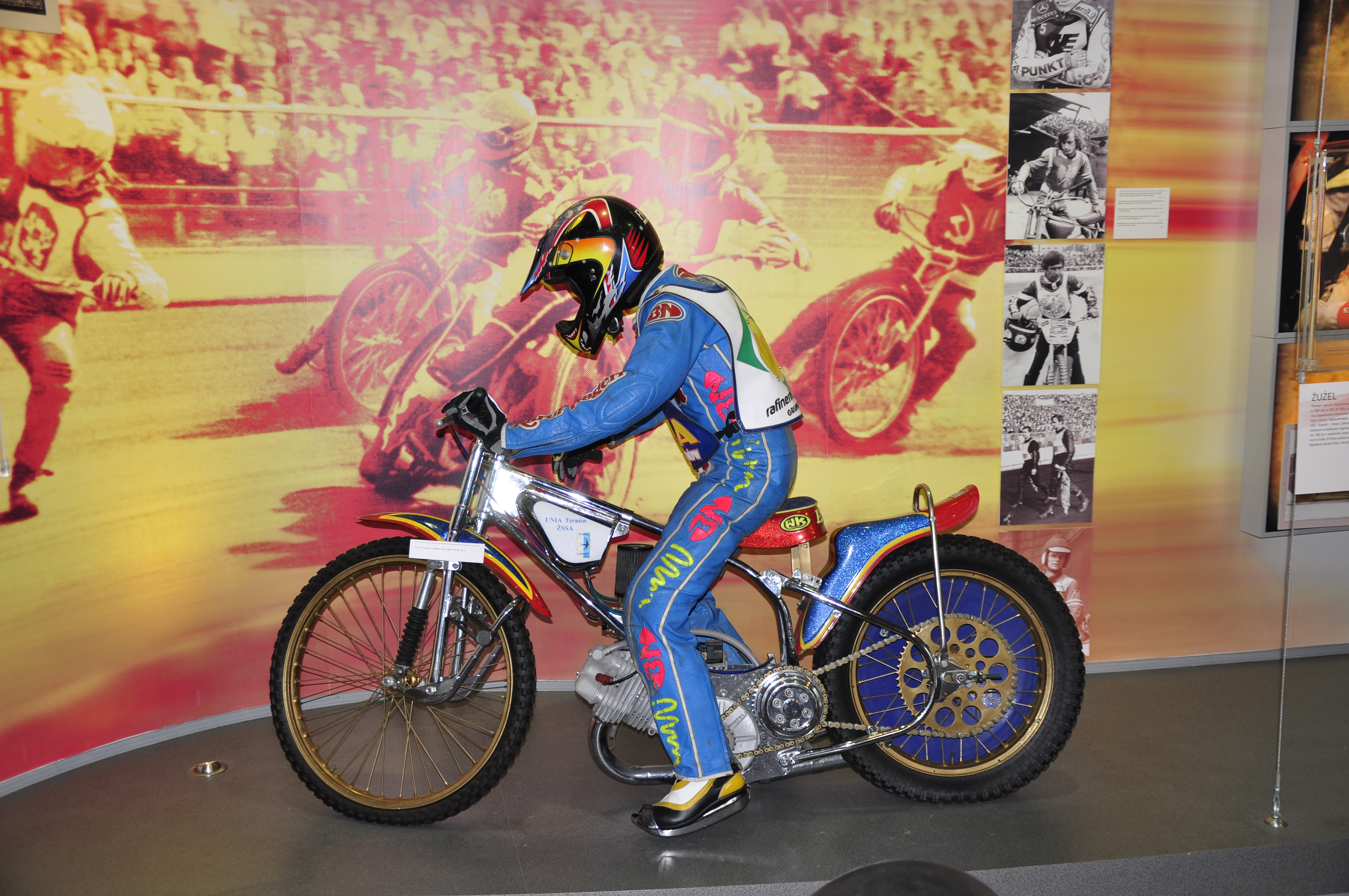
Speedway-Motorrad „Jawa“ aus den 1980ern

### Personendarstellungen
Zu den gewürdigten polnischen Sportlern der Ausstellung gehören Waldemar Baszanowski, Bronisław Czech, Kazimierz Deyna, Józef Grudzień, Jadwiga Jędrzejowska, Otylia Jędrzejczak, Władysław Komar, Robert Korzeniowski, Jerzy Kukuczka, Zdzisław Krzyszkowiak, Elżbieta Krzesińska, Stanisław Królak, Jerzy Kulej, Janusz Kusociński, Mateusz Kusznierewicz, Maria Kwaśniewska, Bronisław Malinowski, Adam Małysz, Stanisław Marusarz, Wanda Rutkiewicz, Irena Szewińska, Ryszard Szurkowski, Tadeusz Ślusarski, Stanisława Walasiewicz, Andrzej Wroński, Jacek Wszoła und Andrzej Zawada.

### Bücherei
Die umfangreiche Büchersammlung des Museums ist seit 1959 für Interessierte zugänglich. Zum Jahresende 2006 betrug der Bestand dieser Bibliothek 16.500 Exemplare. Rund 65 % der vorgehaltenen Werke betreffen Sportthemen. Der Rest behandelt Themen zu Museumswissenschaft, Geschichtswissenschaft und Ethnografie. Außerdem sind Kataloge und Nachschlagewerke vorhanden.

### Fotos
Seit Gründung des Museums wurden auch Fotos gesammelt. Die rund 50.000 vorhandenen Fotos dokumentieren bedeutende sportliche Ereignisse in Polen oder solche weltweit, an denen polnische Sportler beteiligt waren. Etwa 4.000 Fotos stammen aus Jahren von vor 1939. Durch private Schenkungen wie auch regelmäßige Abgaben durch die Zentrale Foto-Agentur CAF sowie die Polnische Presseagentur PAP wächst der Bestand ständig.